# Église Saint-Vladimir de Tachkent
L'église Saint-Vladimir (russe : храм Святого Владимира) est une église orthodoxe russe située à Tachkent en Ouzbékistan. Cette église paroissiale se trouve au cimetière de Dombrabad. Elle est consacrée à saint Vladimir.

## Historique
L'édifice, de style néoclassique, a été construit en 1970, du temps de l'URSS, comme funérarium pour les enterrements civils ayant lieu au cimetière.
Après l'indépendance du pays et le rétablissement de la liberté de culte, le conseil municipal de Tachkent donne l'édifice, le 23 août 1991, à l'Église orthodoxe russe. Le culte y est célébré à partir d'octobre 1991, essentiellement pour des funérailles. La première liturgie est célébrée le 17 novembre 1991.
Le clocher est édifié en 1992 ainsi qu'une coupole. Après la fin des travaux, l'église est consacrée le 18 novembre 1999, par l'archevêque de Tachkent et d'Asie centrale.

## Structure

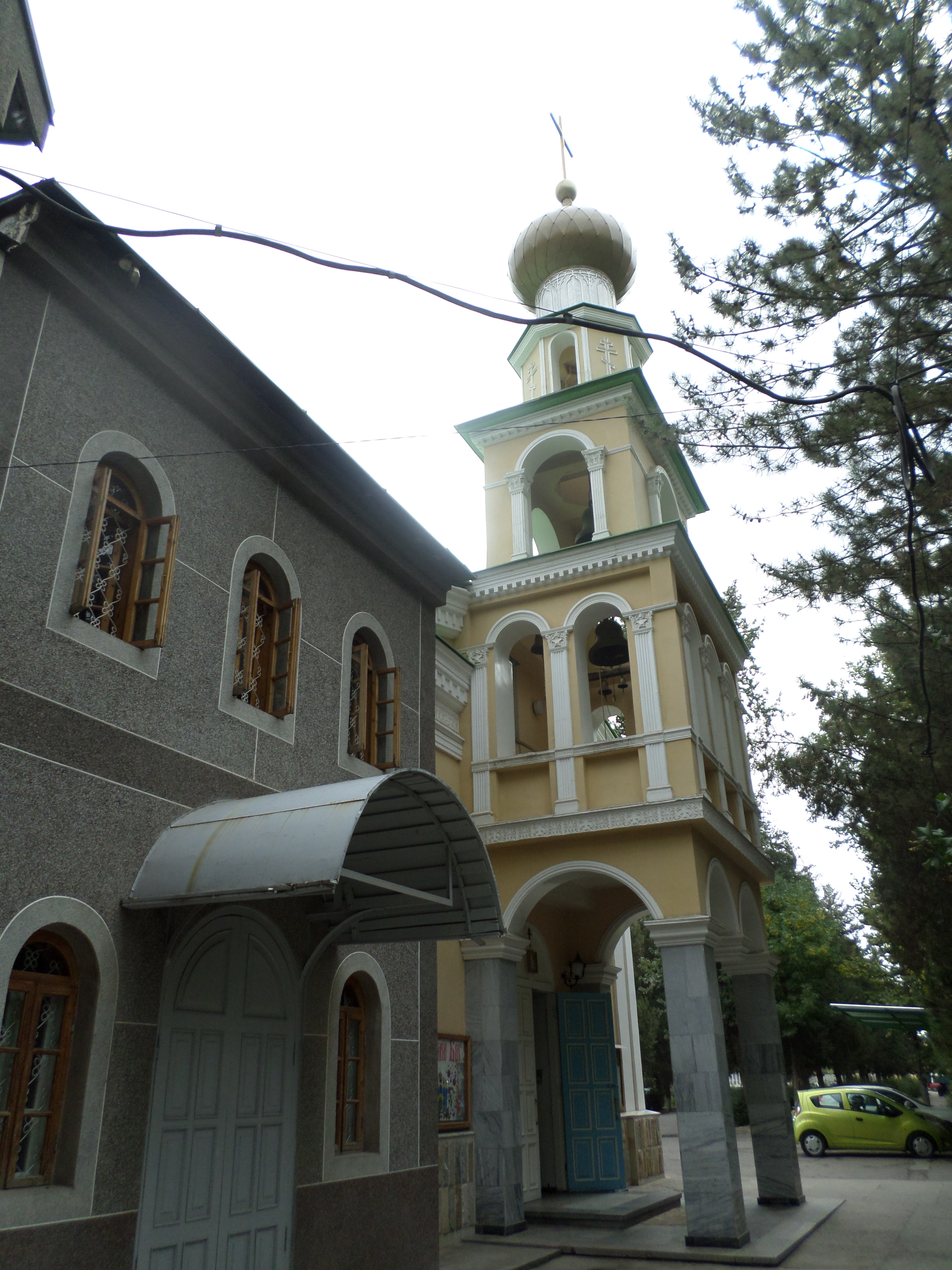
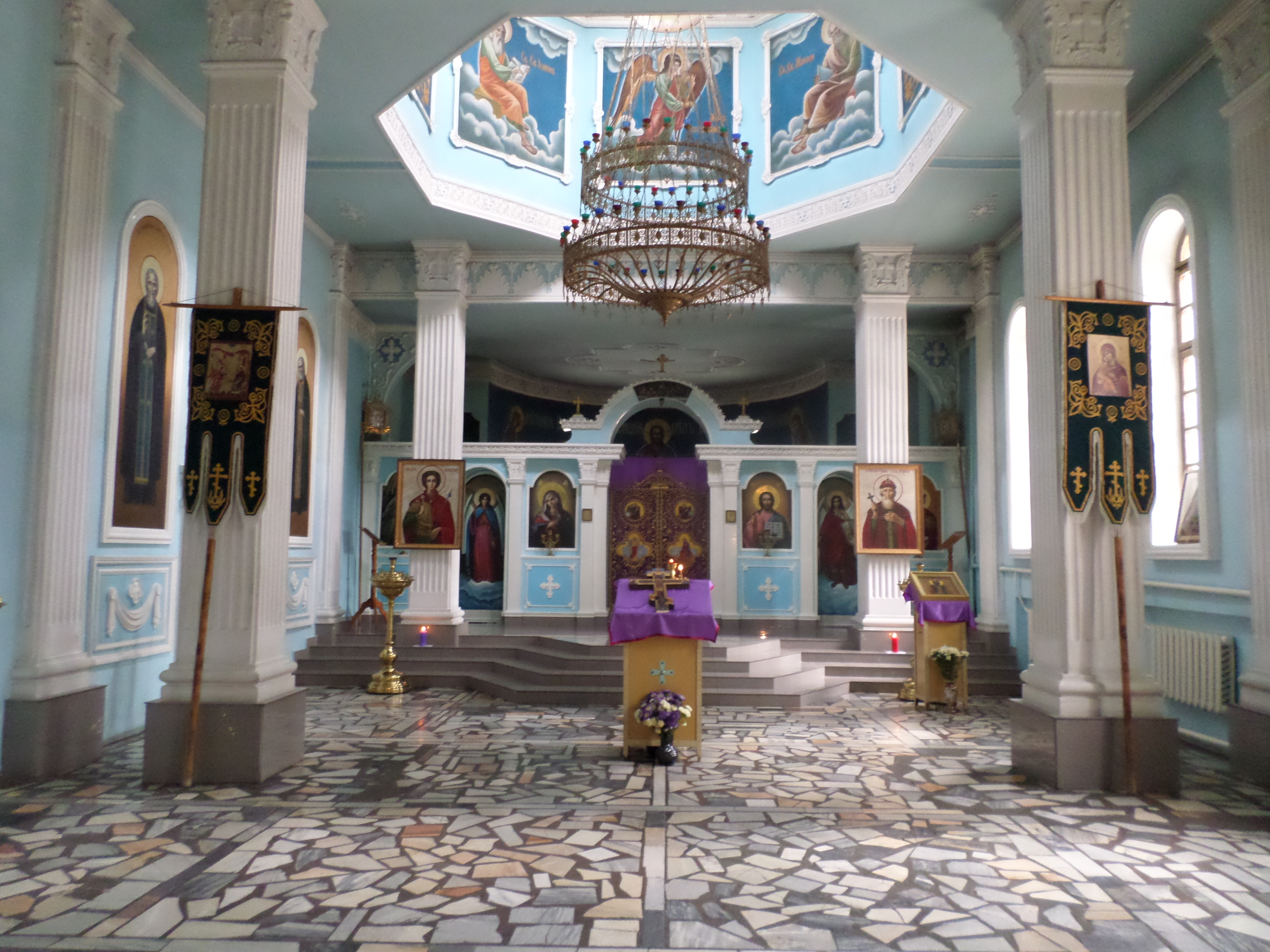
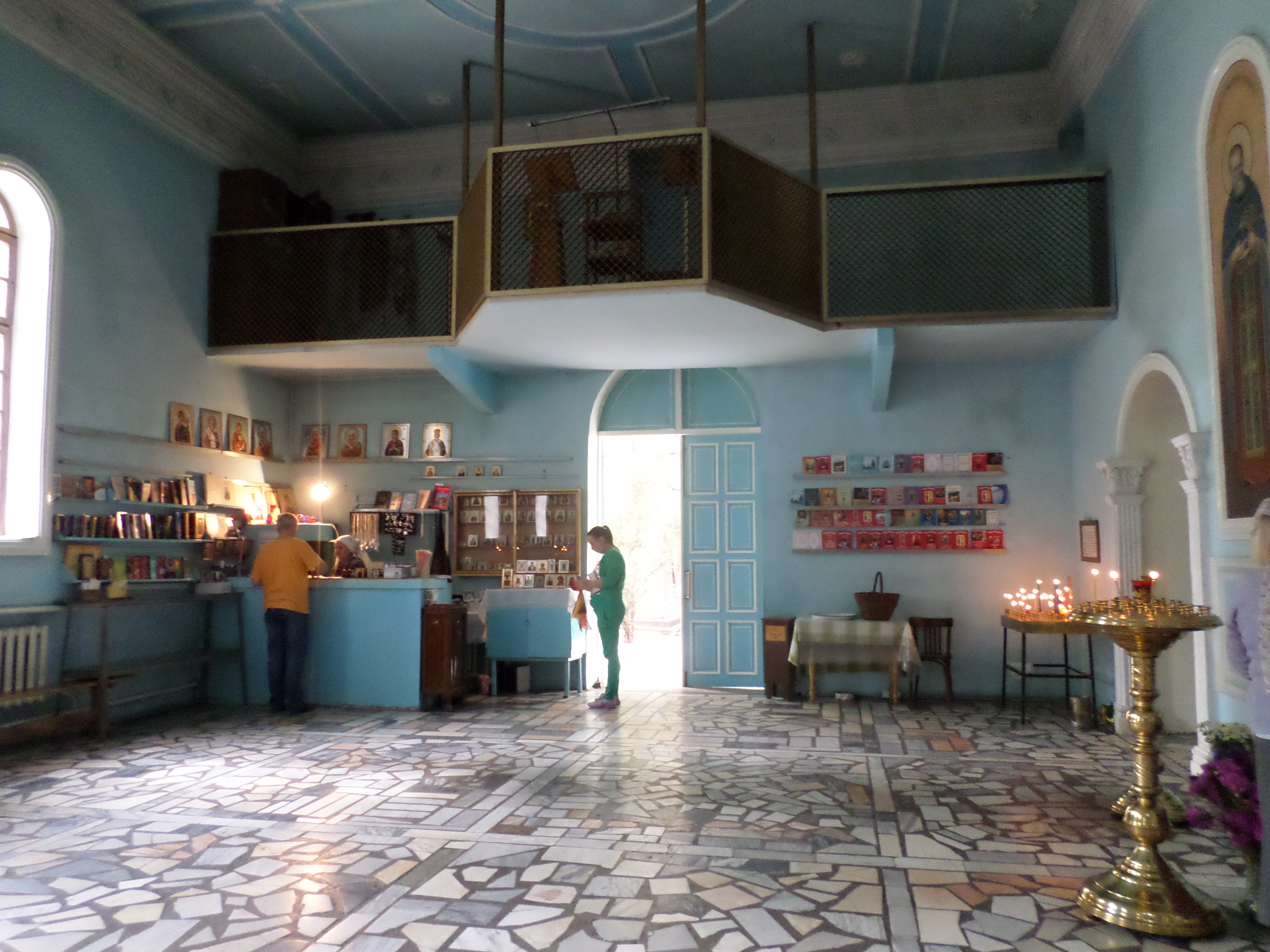